# Mauro Lanza
Pour les articles homonymes, voir Lanza.
Mauro Lanza (né en 10 mars 1975 à Venise) est un compositeur italien de musique contemporaine instrumentale.

## Biographie
Mauro Lanza étudie le piano au Conservatoire Benedetto Marcello de Venise. Il suit des cours d’écriture et de musicologie à l’université Ca’ Foscari et se forme auprès des compositeurs Brian Ferneyhough, Salvatore Sciarrino et Gérard Grisey.
Il obtient des prix aux concours internationaux de composition Valentino Bucchi (Rome, 1996) et Carlo Gesualdo da Venosa (Potenza, 1998).
Il poursuit ses études à Paris en 1998 à l'IRCAM avec un cursus de composition et d’informatique musicale.
L’IRCAM et le festival Archipel de Genève l'invitent en 2002 et en 2004 pour trois concerts monographiques.
Ensuite il commence à enseigner dans diverses institutions : à l’IRCAM (professeur assistant, professeur de composition associé au cursus de composition et d’informatique musicale de l’Ircam de 2010 à 2013), à l’université McGill de Montréal (comme professeur invité  2004-2005), à l’Université de Arts de Berlin.
Mauro Lanza a été pensionnaire de la Villa Médicis d'avril 2007 à octobre 2008 et à l’Akademie Schloss Solitude de 2009 à 2011.
Il est compositeur en résidence pour l'ensemble 2e2m en 2015.
L'écriture de sa musique est à la fois exigeante et distanciée, mélangeant allègrement les instruments traditionnels, l’électroacoustique, ainsi que tout un éventail d’instruments ésotériques et introduit les nouvelles technologies à divers niveaux de création (instruments augmentés, transducteurs...).

« Travaillant avec des algorithmes informatiques, Mauro Lanza apprécie la clarté et le caractère non-humain des processus formalisés. Teintée d'ironie, son œuvre recherche l’inouï et résulte d'un effort toujours plus grand en faveur d'une fusion intime entre des instruments classiques et d'autres sources sonores moins conventionnelles (synthèse de modélisation physique, instruments jouets, appeaux et divers spécimens d'objets trouvés) (...) »

— Eléments biographiques - CDMC

## Prix et distinctions
En 2014, il reçoit le prix Franco Abbiati de l'Association nationale des critiques de musique italienne.

## Œuvres
La mention [note de programme] indiquée pour certaines œuvres renvoie à une notice consultable sur le site de l'IRCAM.
- 2022 :
  - Gretchen and the fragment on machines pour onze musiciens, 13 min, Ricordi
  - The Lincolnshire Poacher pour six musiciens et électronique, 18 min, Ricordi
- 2021 :
  - Memories of the space age pour enregistrements de satellites, quatuor à cordes et électronique, 13 min, Ricordi
  - The voices didn’t stop after the war pour enregistrements de phénomène de voix électroniques, quatuor à cordes et électronique, 10 min, Ricordi
- 2018 :
  - Experiments in the Revival of Organisms pour orchestre, Ricordi
  - How to proceed, spectacle chorégraphique, 60 min
- 2017 :
  - Discorso di Gagarin intorno alla Terra pour duo de pianos, 14 min, Ricordi
  - Fossilia pour dix instruments et dispositifs électromécaniques
  - Systema naturae, cycle pour instruments et dispositifs électromécaniques
  - The 1987 Max Headroom Broadcast Incident pour quatuor à cordes augmenté, 11 min, Ricordi [note de programme]
- 2016 : Regnum lapideum pour ensemble et dispositifs électromécaniques, 22 min [note de programme]
- 2015 :
  - Disiecta membra pour six voix, 15 min, Ricordi
  - The Kempelen machine pour voix "préparée", huit instruments et dispositifs électromagnétiques, 20 min, Ricordi
  - Tutto ciò che è solido si dissolve nell'aria pour six instruments, 10 min, Ricordi
- 2014 :
  - Anatra digeritrice (piccola Wunderkammer di automi oziosi) pour orchestre, 6 min, Ricordi
  - Regnum vegetabile pour sextuor et dispositifs électromécaniques, 22 min
  - Six coquillages sur une tranche de pierre pour piano, 4 min
- 2013 :
  - Ludus de Morte Regis pour chœur et électronique, 20 min, Ricordi [note de programme]
  - Regnum animale pour trio à cordes et dispositifs électromécaniques, 2 min
- 2012 :
  - Der Kampf zwischen Karneval und Fasten pour huit cordes, 12 min, Ricordi
  - La bataille de Caresme et de Charnage pour violoncelle et électronique, 10 min, Ricordi [note de programme]
  - La bataille de Caresme et de Charnage pour violoncelle, piano et électronique, 14 min, Ricordi [note de programme]
- 2011 :
  - Le nubi non scoppiano per il peso pour ensemble de neuf instruments, coloratura, électronique et gouttes d’eau contrôlées par ordinateur, 21 min, Ricordi [note de programme]
  - Sculpture’s Sound pour trois percussionnistes et électronique, 5 min, Ricordi
- 2010 :
  - #9 pour ensemble [note de programme]
  - Herzstücke pour quatuor à cordes et électronique, 10 min, Ricordi [note de programme]
  - Number Nine pour ensemble, 10 min, Ricordi
  -  Vorspiel pour ensemble, 5 min
- 2009:
  - Häxan, la sorcellerie à travers les âges musique pour le film muet de Benjamin Christensen (Suède, 1921), 1 h 45 min, Inédit [note de programme]
  - I Funerali dell’Anarchico Acciarito pour six musiciens jouant des instruments futuristes, 10 min, Ricordi
- 2008 :
  - Descrizione del Diluvio, spectacle avec vidéo de Paolo Pachini, pour six voix, six percussionnistes et électronique, 50 min, Ricordi [note de programme]
  - Mess pour piano seul, 6 min, Ricordi [note de programme]
- 2007 :
  - Sol pour ensemble, 8 min, Ricordi
  - Vesperbild pour ensemble, instruments jouet et électronique, 15 min, Ricordi [note de programme]
- 2006 :
  - Cominciamento del diluvio, musique électronique sur une vidéo de Paolo Pachini, 8 min, Ricordi
  - I funerali dell'anarchico Passannante pour chœur et électronique , 12 min, Ricordi
  - Negativo pour orgue, 6 min, Ricordi
- 2005 :
  - Chop Suey pour cymbalum, 3 min, Ricordi
  - Predellino pour piano, 6 min, Ricordi [note de programme]
- 2004 :
  - Et exultate ei cum tremore pour chœur a cappella, 7 min, Ricordi
  - Le songe de Medée, musique pour le ballet d'Angelin Preljocaj pour ensemble et électronique, 40 min, Ricordi
  - Mare pour soprano, ensemble d'instruments d'enfants et huit instruments, 14 min, Ricordi
- 2003 : Predella pour orgue, 12 min, Ricordi
- 2002 : The skin of the onion pour six instruments, 10 min, Ricordi
- 2001 :
  - Aschenblume pour neuf instruments, 18 min, Ricordi [note de programme]
  - Burger Time ou les tentations de Saint Antoine pour tuba et électronique, 16 min, Ricordi [note de programme]
- 2000 : Barocco pour soprano, alto et six instrumentistes qui jouent des instruments pour les enfants, 7 min, Ricordi
- 1999 : Cursus Ircam Erba nera che cresci segno nero tu vivi pour soprano et sons de synthèse, 14 min, Ricordi [note de programme]
- 1997 :
  - L'allegro chirurgo pour saxophone ténor, 13 min, Ricordi
  - La coquille de l'escargot pour flûte et piano, 10 min, Ricordi
- 1996 : Gli occhi urgenti di barbugno pour soprano et sept instruments, 15 min, Ricordi

## Discographie (sélective)
- Solitude, compositeurs : Rebecca Saunders, Mauro Lanza, James Dillon, Liza Lim ; avec Séverine Ballon (violoncelle), Mark Knoop (piano), (CD, Aeon / Outhere, 2015)

- Mauro Lanza , Gérard Pesson : Neverland (CD, Stradivarius, 2020)

- Mauro Lanza : MMXX-14 - Fully Automated Luxury Communism, (vinyl EP, Matière Mémoire, 2021)

## Ouvrage
- (fr + en) Mauro Lanza et Andrea Valle, Systema Naturæ, Champigny-sur-Marne, 2e2m, coll. « Collection À la ligne », 2016, 163 p. (ISBN 978-2-913734-12-8, lire en ligne)